# Pays d'Auch
Le Pays d'Auch désigne un pôle d'équilibre territorial et rural et anciennement un pays, au sens aménagement du territoire.

## Localisation
Le Pays d’Auch est situé à l’est du département du Gers.

## Description
- Date de reconnaissance :
- Surface : 1 608 km²
- Population : 58 237 habitants
- Villes principales :  Auch, Mirande, Pavie, Masseube, Miélan

## Communes membres
Il regroupe 4 communautés de communes et des communes isolées pour un total de 116 communes.[réf. nécessaire]
- Communauté d'agglomération Grand Auch Cœur de Gascogne
- Communauté de communes Cœur d'Astarac en Gascogne
- Communauté de communes du Val de Gers
- Communauté de communes Astarac Arros en Gascogne